# Claude Allègre

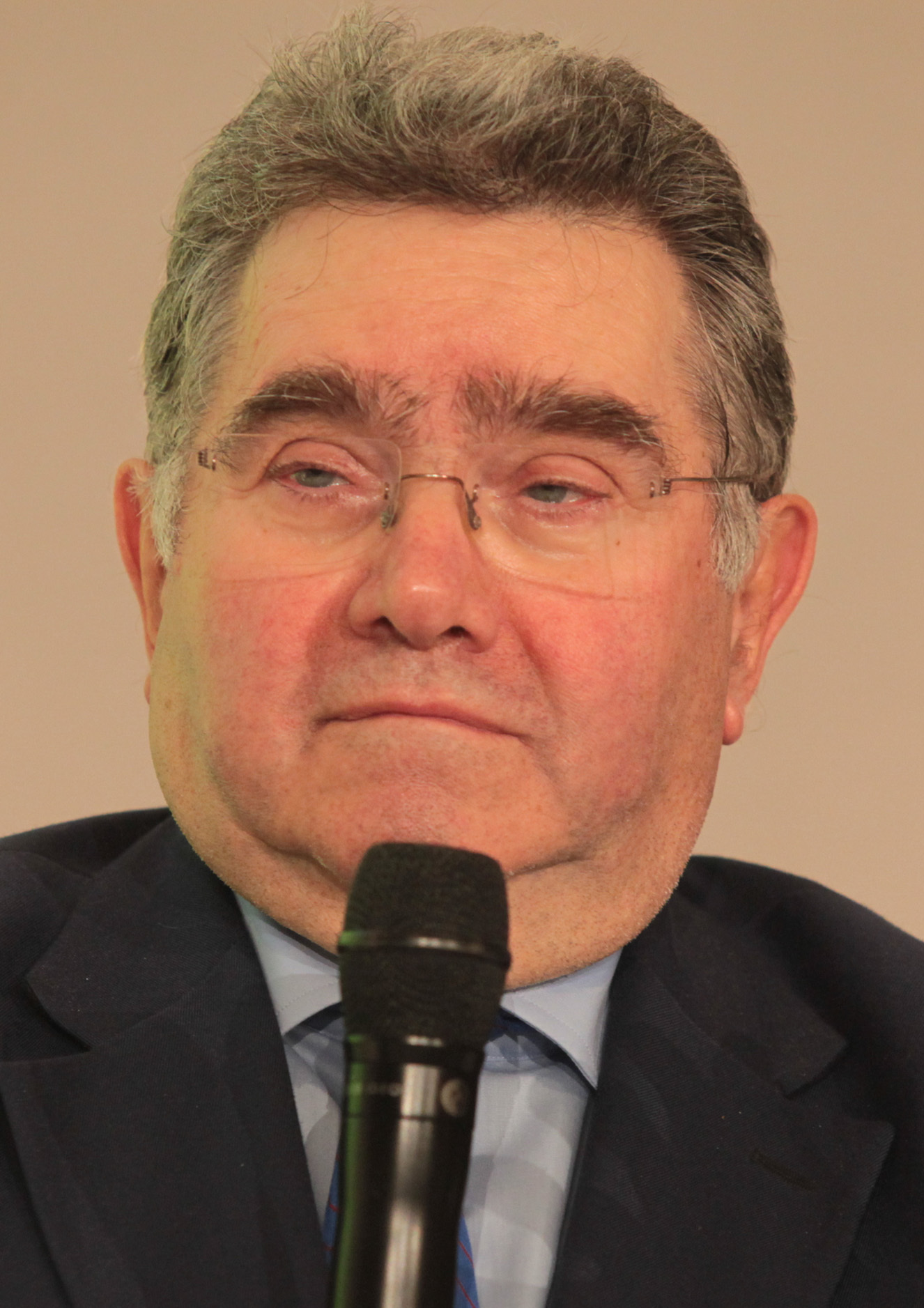
Claude Allègre, 2009

Claude Jean Ernest Allègre (* 31. März 1937 in Paris; † 4. Januar 2025 ebenda) war ein französischer Politiker, Geochemiker und Geologe. Er war in den Jahren 1997 bis 2000 französischer Minister für Bildung sowie Forschung und Technik.

## Leben
Claude Allègre war ein Jugendfreund von Lionel Jospin. Er studierte Physik (unter Yves Rocard) und Geologie (bei Louis Barrabé und dessen Nachfolger Pierre Routhier) an der Sorbonne, erwarb sein Diplom (DES) und wurde 1967 promoviert. 1970 wurde er Professor an der Universität Paris VII und war dort von 1971 bis 1976 Vorstand der Fakultät für Geowissenschaften. Von 1976 bis 1986 war er Leiter des Institut de Physique du Globe de Paris (IPGP), an dem er seit 1968 war, als sein Labor für Geochemie dort integriert wurde. Seit 1967 war er Leiter des Programms für Geo- und Kosmochemie des CNRS. 1992 wurde er als Nachfolger von Maurice Allègre Direktor des Bureau de recherches géologiques et minières (BRGM) in Paris. 1993 wurde er Mitglied des Institut Universitaire de France.
Er war Gastprofessor an der Cornell University (White Professor), Crosby Professor am Massachusetts Institute of Technology, Fairchild Professor am Caltech, war Gastwissenschaftler beim United States Geological Survey und der Carnegie Institution in Washington D.C. sowie Gastwissenschaftler in Berkeley und Oxford.
Er war verheiratet und hatte vier Kinder.
Allègre starb am 4. Januar 2025 im Alter von 87 Jahren in Paris.

## Werk
Er ist der Begründer der Isotopen-Geodynamik, bei der mit verschiedenen radioaktiven Isotopen die geochemische Entwicklung von Kruste und Erdmantel erforscht wird. Die Untersuchungen brachten Hinweise auf eine frühe Absonderung der volatilen Elemente (Bildung der Atmosphäre) und eine Beschränkung der Mischung zwischen oberem und unterem Erdmantel. Er entwarf geochemische Modelle für das frühe Sonnensystem, die Kometenbildung und die Frühzeit der Planeten. Er untersuchte die Entwicklung der Erdkruste in Asien (Himalaya), Afrika und Südamerika mit Isotopen und Skalierungsgesetze (Fraktal-Struktur) für verschiedene Objekte in den Geowissenschaften (Erdbeben, Geochemie, Risse).
Er war am Apollo-Programm der NASA beteiligt und gehörte zu den ersten Wissenschaftlern, die aus der Untersuchung der Mondgesteine das Alter bestimmten.
1976 geriet er mit dem Vulkanologen Haroun Tazieff in der Frage der Evakuierung der Umgebung des ausgebrochenen Vulkans La Soufrière auf Guadeloupe aneinander.
Er veröffentlichte viele Bücher, von politischen Themen und populärwissenschaftlichen Büchern bis zu Lehrbüchern der Geochemie.

## Politik
Politisch war er im sozialistischen Lager aktiv. So war er zuständig für die Koordinierung von Experten, um deren Fachwissen politisch nutzbar zu machen. Er war Berater Jospins in dessen Zeit als Bildungsminister und war mit dafür verantwortlich, dass an französischen Bildungseinrichtungen das Tragen des Kopftuches für zulässig erklärt wurde. Von 1989 bis 1994 war er Europaabgeordneter der Sozialisten. 1992 wurde Allègre Präsident des französischen Amtes für geologische und Bergbauforschung. Umstritten war sein Eintreten für die Verwendung von Asbest.
Am 4. Juni 1997 berief Lionel Jospin, nunmehr Premierminister, seinen alten Freund ins Kabinett. Als Minister für nationale Bildung, Forschung und Technik legte er unter anderem einen Plan zur Eindämmung von Gewalt an Schulen vor. Am 28. März 2000 gab er sein Amt auf. Neuer Bildungsminister wurde Jack Lang.

## Position zur Kontroverse um die globale Erwärmung
Allègre war skeptisch gegenüber der These einer hauptsächlich durch anthropogenes CO2 verursachten globalen Erwärmung und veröffentlichte 2010 dazu ein Buch (L´imposture climatique), das wegen einer Reihe möglicher Fehler und Fälschungen scharf kritisiert wurde.

## Auszeichnungen
Er war Träger des Crafoord-Preises, einer der höchsten Auszeichnungen im Fach Geologie (1986, zusammen mit Gerald Joseph Wasserburg), der Wollaston-Medaille der Geological Society of London und der Goldmedaille des Centre national de la recherche scientifique, einem der höchsten französischen Wissenschaftspreise. Er war  Mitglied der französischen Akademie der Wissenschaften, der American Academy of Arts and Sciences (1987), der National Academy of Sciences der USA (1985) und der American Philosophical Society (1992). 1986 erhielt er den V. M. Goldschmidt Award und 1995 die William Bowie Medal, 1988 die Arthur L. Day Medal und er erhielt die Arthur Holmes Medal der European Union of Geosciences. Er war Kommandeur der Ehrenlegion, Großoffizier des Ordre national du mérite, Kommandeur des brasilianischen Ordens des Kreuz des Südens und Ehrendoktor der Freien Universität Brüssel.

## Schriften
Bücher:
- mit Gil Michard: Introduction à la géochimie,  Paris, PUF, 1973.
  - Englische Übersetzung: Introduction to Geochemistry, Springer 1974
- L'Écume de la Terre, Paris, Fayard, 1983.
- De la pierre à l'étoile, Paris, Fayard, 1985.
- Les Fureurs de la Terre, Paris, Odile Jacob, 1987.
- Douze clés pour la géologie (mit Émile Noël) Belin 1987
- The behavior of the earth: continental and seafloor mobility, Harvard University Press 1988
- Économiser la planète, Paris, Fayard, 1990.
- Introduction à une histoire naturelle, Paris, Fayard, 1992.
- Écologie des villes, écologie des champs, Paris, Fayard, 1993.
- L'Âge des savoirs, Paris, Gallimard, 1993
- La Défaite de Platon, La science du XXe, Paris, Fayard, 1995.
- Questions de France, Paris, Fayard, 1996.
- Dieu face à la science, Paris, Fayard, 1997.
- mit Laurent Joffrin: Toute vérité est bonne à dire, Paris, Robert Laffont, 2000.
- Vive l'École libre !, Paris, Fayard, 2000.
- Les Audaces de la vérité (Gespräche mit Laurent Joffrin), Paris, Robert Laffont, 2001.
- Histoires de Terre, Fayard, 2001.
- Changer de politique, changer la politique, Éditions de l'Aube, 2002
- Galilée, Paris, Plon, 2002
- Un peu de science pour tout le monde, Paris, Fayard, 2003
- Quand on sait tout, on ne prévoit rien, Paris, Fayard, 2004
- Géologie isotopique, Paris, Éditions Belin, 2005.
  - Englische Übersetzung: Isotope Geology, Cambridge University Press 2008
- Dictionnaire amoureux de la science, Paris, Plon, 2005.
- mit Denis Jeambar: Le Défi du monde, Paris, Fayard, 2006.
- Un peu plus de science pour tout le monde, Paris, Fayard, 2006.
- Ma vérité sur la planète, Paris, Plon, 2007.
- La Défaite en chantant (Gespräche mit Dominique de Montvalon), Paris, Plon, 2007.
- La science et la vie, journal d'un anti-panurge, Paris, Fayard 2008
- La Science est le défi du XXIe siècle, Paris, Plon, 2009.
- L'Imposture climatique, Paris, Plon, 2010
- Faut-il avoir peur du nucléaire ?, Paris, Plon, 2011
- Sarko ou le complexe de Zorro, Paris, Plon, 2012 (Gespräch mit Dominique de Montvalon über Nicolas Sarkozy).
- Toujours plus de science pour tout le monde, Paris, Fayard, 2014

Einige Aufsätze:
- Cosmochemistry and the primitive evolution of planets, in A. Brahic: Formation of planetary systems, CNES, Paris 1982
- mit D. Rousseau: Growth of the continent through time studied by Nd isotope analysis of shales, Earth and Planetary Science Letters, Band 67, 1984, S. 19–34
- mit P. Staudacher, T. Sarda, M. Kurz: Constraints on the evolution of earth´s mantle from rare gas systematics, Nature, Band 303, 1983, S. 762–766